# Раї (футболіст, 2000)
Раї Лопес де Олівейра (порт.-браз. Raí Lopes de Oliveira; нар. 28 березня 2000, Сан-Жуан-да-Барра, Ріо-де-Жанейро, Бразилія) — бразильський футболіст, лівий захисник молдовського клубу «Шериф».

## Життєпис
Розпочинав займатися футболом у місцевій академії бразильського міста Сан-Жуан-да-Барра. Першим тренером футболіста був Сезар Мартінс. 2020 року футболіст виступав за клуб «Амерікано». У лютому 2021 року футболіст перейшов до академії «Флуміненсе». За основну команду клубу футболіст дебютував 5 березня 2024 року у матчі Ліги Каріоки проти клубу «Резенді», вийшовши на поле у стартовому складі. У липні 2021 року перейшов в орендк до клубу «Бангу». Дебютував за клуб 5 червня 2021 року в матчі проти клубу «Санту-Андре», вийшов на поле у стартовому складі. Упродовж сезону залишався одним з основних гравців клубу. На початку 2022 року «Бангу» продовжили оренду футболіста.
У квітні 2022 року перебрався в оренду до «Конф'янси». Дебютував за клуб 2 травня 2022 року у матчі проти «Ремо», в якому вийшов на поле в стартовому складі. Протягом сезону залишався одним із ключових гравців. Після закінчення терміну орендної угоди покинув клуб. У січні 2023 року перейшов в оренду до бразильського клубу «Ремо», за який виступав у Кубку Бразилії та Кубку Верді. У червні 2023 року приєднався до «Фігейренсе». Дебютував за клуб 13 червня 2023 року у матчі проти «Позу-Алегрі», в якому вийшов на заміну на 64-й хвилині. У серпні 2023 року футболіст перейшов у «Нову-Амбургу».
У квітні 2024 року вільним агентом перейшов до мінського «Динамо».  Дебютував за нову команду 7 квітня 2024 року у матчі проти новополоцького «Нафтана», в якому вийшов на заміну на 43-й хвилині та відзначився своєю першою результативною передачею.

## Досягнення
«Динамо» (Мінськ)
- Білоруська футбольна вища ліга
  -  Чемпіон (1): 2024